# Škoda 77E
Škoda 77E (serie ET40 i EP40) – dwuczłonowa normalnotorowa towarowa lokomotywa elektryczna wyprodukowana w liczbie 60 sztuk specjalnie dla Polskich Kolei Państwowych w latach 1975–1978 przez czechosłowackie zakłady Škoda w Pilźnie.
Lokomotywy serii ET40 przydzielono do lokomotywowni Bydgoszcz Wschód i wykorzystywano na magistrali węglowej do prowadzenia ciężkich pociągów towarowych. W latach 1990–1993 jeden egzemplarz był przebudowany na pasażerską serię EP40 stacjonującą w lokomotywowni Warszawa Olszynka Grochowska i obsługującą pociągi ekspresowe. W okresie od 2000 do 2002 kilka egzemplarzy było delegowanych do Wrocławia w celu obsługi linii górskich. Na początku 2009 cała seria licząca wówczas 45 sztuk została przeniesiona do rezerwy długoterminowej, a od końca 2012 do połowy 2014 zezłomowano 22 egzemplarze. Pozostałe 23 lokomotywy istnieją nadal, a wśród nich pierwszy wyprodukowany egzemplarz, który ma zostać zachowany jako eksponat historyczny. Ponadto 5 sztuk zostało zakupionych przez prywatnego przewoźnika i w lutym 2017 pierwsza z nich po remoncie powróciła na tory.
Potocznie lokomotywy te nazywane są: bomba, bombowiec, czterdziestka i Czech.

## Historia
W połowie lat 70 XX w. wzrósł w PRL eksport węgla kamiennego, który był transportowany za granicę głównie drogą morską z Portu w Gdańsku i Portu w Świnoujściu. Konieczny stał się przewóz koleją znacznych ilości surowca ze Śląska do bałtyckich portów, co wymagało stosowania trakcji podwójnej bądź lokomotyw o większej mocy. W związku z planami wprowadzenia na magistrali węglowej ciężkich pociągów towarowych o masie 4000 t, postanowiono zakupić elektrowozy o mocach 4000–6000 kW. Jednocześnie złożono zamówienia na takie pojazdy w radzieckim zakładzie NEWZ oraz w czechosłowackiej Škodzie. Drugi z tych producentów wtedy nie miał doświadczenia w produkcji ciężkich elektrowozów towarowych, mimo to w krótkim czasie, w oparciu o konstrukcję lokomotyw serii EU05 dostarczonych PKP na początku lat 60 XX w., opracował lokomotywę dwuczłonową, której nadano oznaczenie fabryczne 77E oraz serię ET40.
Pierwsze 4 lokomotywy ET40 z 30 zamówionych dostarczono do Polski pod koniec grudnia 1975, zaś pozostałych 26 egzemplarzy przybyło do połowy kwietnia 1976. Badania prototypowe serii wykonał zespół pracowników Centralnego Ośrodka Badań i Rozwoju Techniki Kolejnictwa pod kierownictwem Włodzimierza Wasilewicza. Pozytywne wyniki eksploatacji tych lokomotyw w połączeniu z rosnącym zapotrzebowaniem na ciężkie elektrowozy oraz opóźnienie w dostawach taboru z ZSRR doprowadziły do zamówienia drugiej partii 30 lokomotyw serii ET40. Pojazdy te dostarczono w okresie od marca do lipca 1978.
Lokomotywy serii ET40 były pierwszymi dwuczłonowymi elektrowozami eksploatowanymi w Polsce oraz pierwszymi pojazdami tego rodzaju wyprodukowanymi przez Škodę. Lokomotywy te budowano następnie również dla kolei czechosłowackich, które oznaczyły je serią E 469.5.

## Konstrukcja
Lokomotywa serii ET40 powstała jako rozwinięcie lokomotywy serii EU05, dlatego niektóre ich elementy i rozwiązania są takie same bądź bardzo podobne.

### Nadwozie
Ostoja i szkielet nadwozia wykonano jako spawaną konstrukcję samonośną. Obydwa człony elektrowozu są jednakowe i połączone ze sobą sprzęgiem śrubowym, zderzakami i mostkiem przejściowym. Czołownice natomiast wykonano w sposób umożliwiający zamontowanie sprzęgu samoczynnego.
Na dachu, nad przedziałem wysokiego napięcia, umieszczono rezystorowy układ rozruchowy. W jego skład wchodzą oporniki oraz ich wentylatory. Oporniki te, wykonane ze stopu żelaza, chromu i aluminium, charakteryzuje możliwość trwałego obciążenia, co jest przydatne na stromych podjazdach. Wentylatory natomiast, zapewniające chłodzenie wymuszone, pobierają i odprowadzają powietrze przez żaluzje w nadbudówkach dachowych i górnych częściach ścian bocznych. Układ taki zastosowano po raz pierwszy w lokomotywach tej serii. Nadbudówki dachowe służą również do pobierania powietrza przez wentylatory silników trakcyjnych.

### Wnętrze

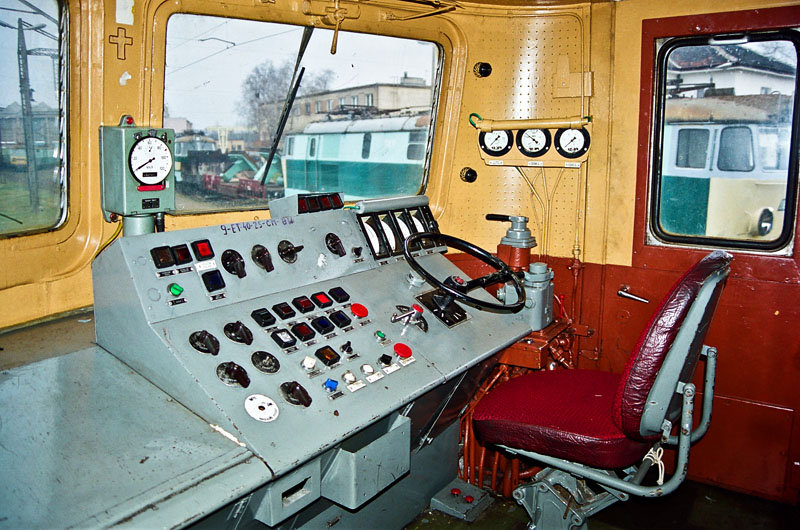
Kabina

Kabina maszynisty znajduje się na zewnętrznym końcu każdego z członów. Na jej tylnej ścianie zainstalowano przełącznik rozrządu, który umożliwia sterowanie pracą obu członów jednocześnie bądź jednego z nich. Ponadto każda z sekcji może pracować samodzielnie. W maszynowni za kabiną umieszczono wentylatory silników trakcyjnych wózka przedniego, oporniki maszyn pomocniczych i aparaturę powietrzną. Dalej od kabiny znajduje się przedział wysokiego napięcia z nastawnikiem głównym z ramą stycznikową, oporniki bocznikowania, dławiki indukcyjne i zbiorniki powietrza. W tylnym przedziale maszynowym umieszczono wentylator silników trakcyjnych wózka tylnego i dwustopniową sprężarkę główną.

### Podwozie
Każdy człon lokomotywy oparty jest na dwóch dwuosiowych wózkach tożsamych z wózkami lokomotywy EU05. Są one typu bujakowego i sprzęgniete sprężynowym sprzęgiem poprzecznym. W ramie każdego wózka zamocowane są dwa silniki trakcyjne. Moment obrotowy na każdy zestaw kołowy jest przekazywany dzięki nieusprężynowanej jednostronnej przekładni zębatej składającej się z zębnika, pośredniczącego koła zębatego i dużego koła zębatego osadzonego przy kole napędnym zestawu kołowego.
Pod ostoją, między wózkami, zawieszono skrzynie baterii akumulatorów i główny zbiornik powietrza.

## Eksploatacja

### PKP

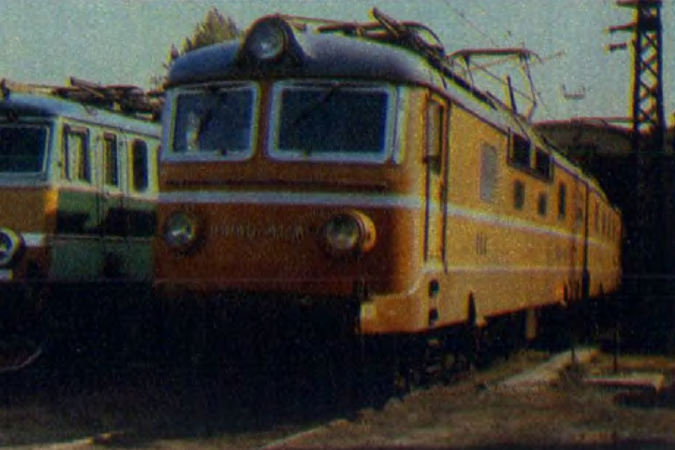
EP40-41 w Warszawie (1991)

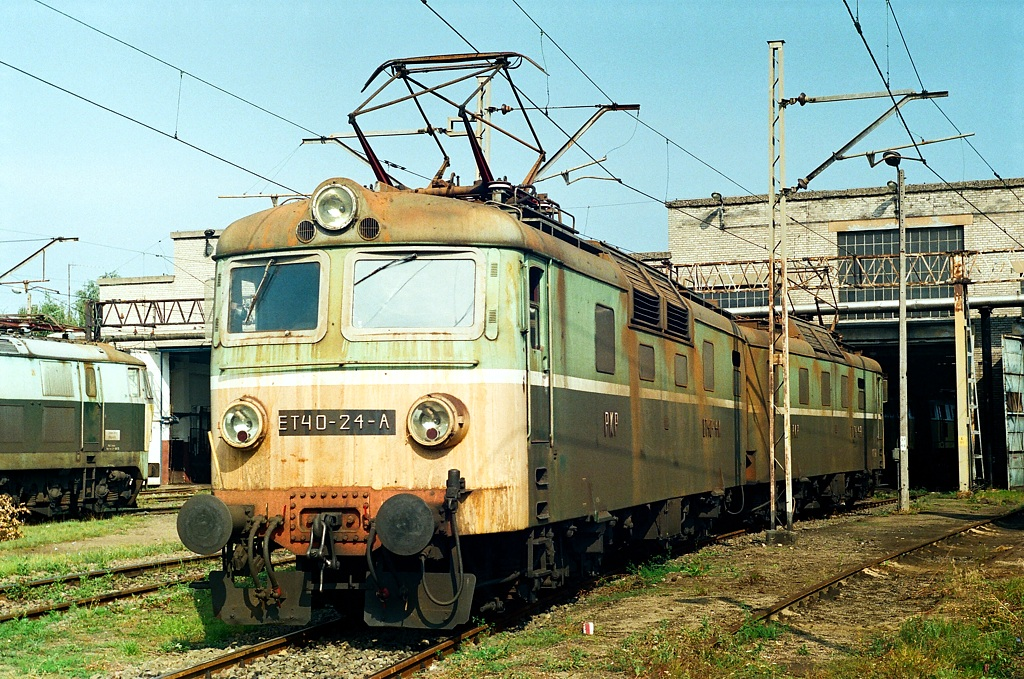
ET40-24 w Bydgoszczy (2001)

W 1975 Polskie Koleje Państwowe przyjęły na stan 2 lokomotywy serii ET40. W następnym roku odebrano pozostałe pojazdy z pierwszej dostawy, jednak ilostan wynosił 29 elektrowozów, gdyż jeden z serii 30 pojazdów został skasowany. W 1977 złomowano kolejny elektrowóz zmniejszając liczebność serii do 28 sztuk. Rok później, po dostawie kolejnych 30 lokomotyw, na stanie PKP znajdowało się 58 elektrowozów ET40. W 1979 jedna lokomotywa została odbudowana, a w 1983 ponownie było ich 58.
Wszystkie lokomotywy serii ET40 przydzielono do MD Bydgoszcz Wschód. Po rozpoczęciu ich eksploatacji zaczęto formować pociągi o masie 3520 t składające się z 44 węglarek czteroosiowych i kursujące na odcinku Niedobczyce – Gdańsk Port Północny. Dobowe przebiegi lokomotyw prowadzących te składy osiągały wartość 530 km. W kwietniu i maju 1976 przeprowadzono próby z pociągami o masie 4000 t złożonymi z węglarek sześcioosiowych typu 601W. Lokomotywy ET40, które je prowadziły, były wyposażone w sprzęg samoczynny SA-3, jednak ze względu na małą liczbę odpowiednich wagonów, małe przebiegi dobowe elektrowozów oraz niedobór lokomotyw zaprzestano eksploatacji takich pociągów na magistrali węglowej. W pierwszych latach użytkowania można było również spotkać lżejsze pociągi prowadzone pojedynczymi sekcjami lokomotyw ET40.
Mimo stosunkowo dobrych własności trakcyjnych, lokomotywy ET40 były awaryjne. Najczęstszym usterkom ulegały sprężarki powietrza oraz obręcze i czopy skrętu. Przy braku części zamiennych oraz niewystarczającej liczbie zapasowych silników trakcyjnych dostarczonych przez producenta, średnio 16 elektrowozów było odstawionych. Dla utrzymania większej sprawności łączono w jeden pojazd sekcje z różnych lokomotyw poddawanych naprawom.
W 1990 w ZNTK Gdańsk przeprowadzono przebudowę lokomotywy ET40-41 mającą na celu przystosowanie pojazdu do obsługi ruchu pasażerskiego z prędkością 160 km/h na Centralnej Magistrali Kolejowej. Przebudowę tę uzasadniono m.in. pomyślną przebudową lokomotyw serii EU05 na EP05. Podczas przebudowy wymieniono zestawy kołowe i przekładnie główne na takie same jak w lokomotywach EP05. Elektrowóz otrzymał oznaczenie EP40-41 oraz pomarańczowe malowanie. 2 października 1990 lokomotywa została wpisana na stan lokomotywowni Warszawa Olszynka Grochowska, a w listopadzie, po serii prób, rozpoczęto jej liniową eksploatację. Podczas obsługi pociągu ekspresowego Górnik elektrowóz wykazywał negatywne właściwości trakcyjne, a ponadto doszło do spalenia jednego z członów. 7 stycznia 1993 lokomotywa zakończyła stacjonowanie w Warszawie oraz w tym samym roku przebudowano ją z powrotem na lokomotywę towarową i zaniechano dalszej przebudowy.
Na początku 1999 w MT Bydgoszcz stacjonowało 49 lokomotyw serii ET40, która była wówczas stopniowo likwidowana. 6 grudnia 2000 do sekcji Wałbrzych wchodzącej w skład Zakładu Taboru we Wrocławiu delegowano ET40-01 i 04, a kilka dni później również 03. Lokomotywy obsługiwały górską linię Wrocław – Wałbrzych – Jelenia Góra – Węgliniec.

### PKP Cargo

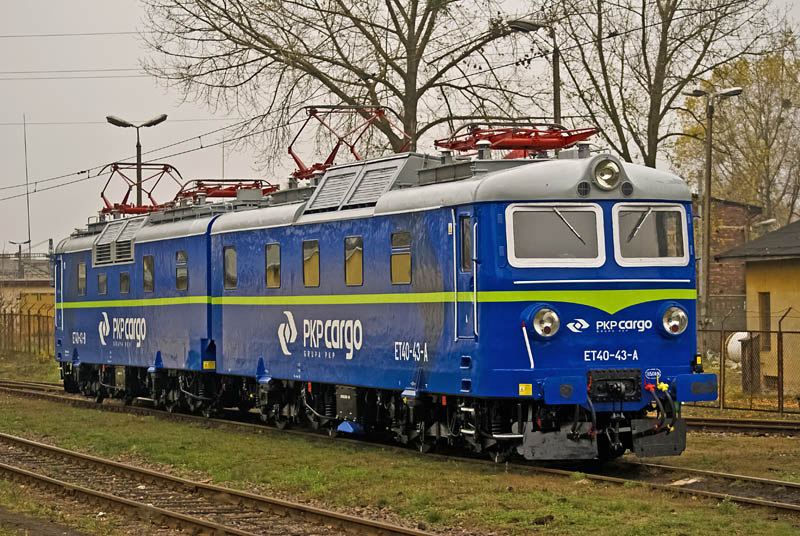
ET40-43 w Bydgoszczy (2008)

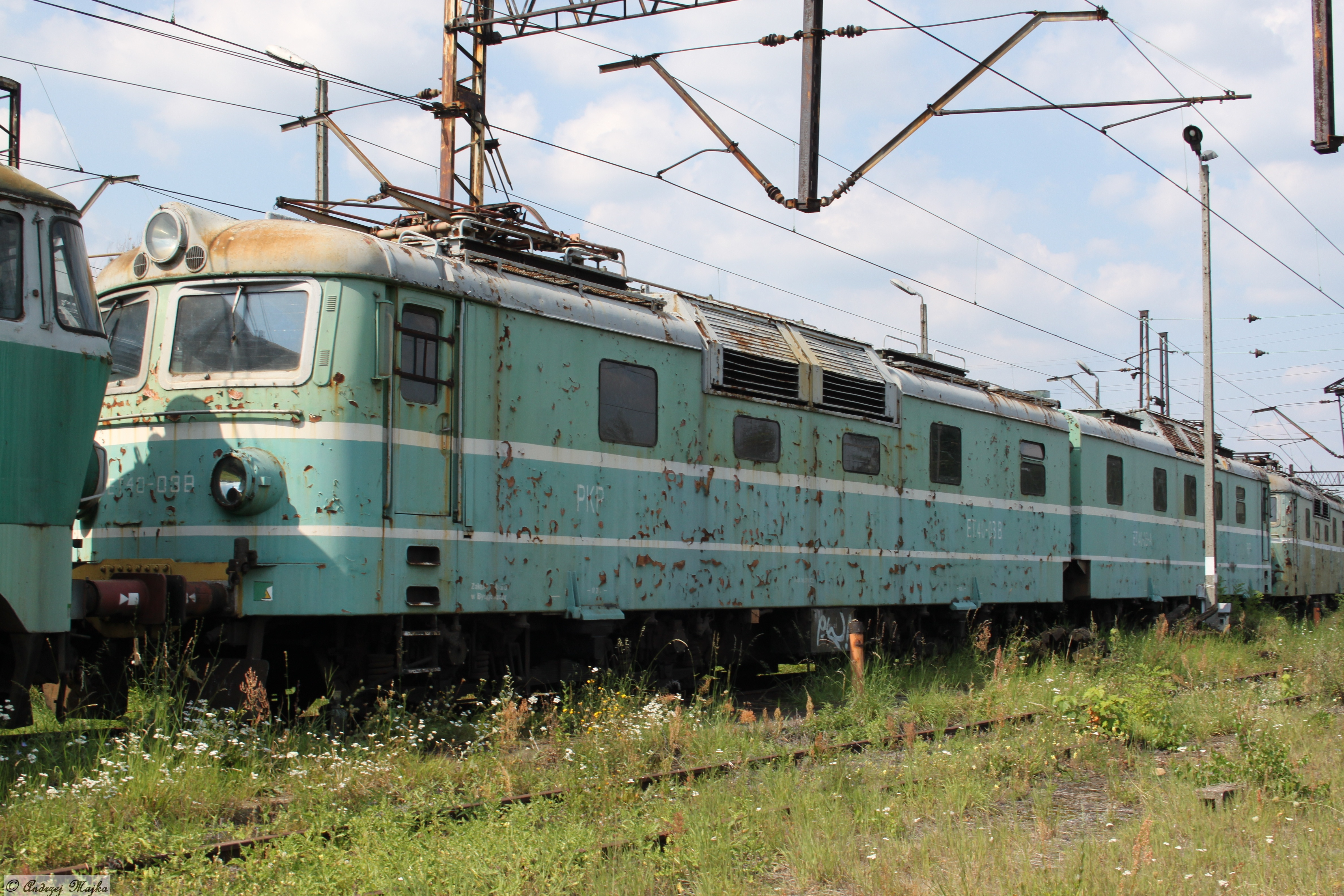
Lokomotywy ET40 odstawione w Tarnowskich Górach (2016)

1 października 2001 została utworzona spółka PKP Cargo, która przejęła od PKP pojazdy trakcyjne z wyłączeniem zespołów trakcyjnych i autobusów szynowych. Lokomotywy serii ET40, których w użyciu było wówczas 46, przydzielono do Zakładu Taboru w Bydgoszczy.
22 maja 2002 zakończono delegację lokomotyw serii ET40 do Wrocławia. W czasie jej trwania na Dolnym Śląsku, prócz trzech egzemplarzy przekazanych w grudniu 2000, pojawiły się także numery 31, 35 i 52.
23 lipca 2003 miała miejsce próba odbiorcza lokomotywy ET40-21 po naprawie rewizyjnej wykonanej w lokomotywowni Bydgoszcz Wschód. Pojazd podczas remontu otrzymał malaturę zbliżoną do pierwotnego schematu malowania, w którym odcienie zieleni były od siebie oddzielone dwoma białymi pasami. Do 2008 malowanie to wdrożono łącznie na 10 elektrowozach tej serii. 7 czerwca tego roku zakończono rewizję egzemplarza o numerze 34, która była ostatnią naprawą lokomotywy ET40 wykonaną w Bydgoszczy. Wówczas ZNTKiM Gdańsk stały się jedynymi zakładami naprawiającymi te elektrowozy.
W 2007 ilostan elektrowozów ET40 zmniejszył się z 46 do 45. W sierpniu 2008 część tych lokomotyw oddelegowano do Zakładu Taboru w Katowicach, a 1 października 12 egzemplarzy wpisano na jego stan. 31 października w Gdańsku ukończono naprawę elektrowozu ET40-43, podczas której otrzymał on niebieskie barwy PKP Cargo. Był to jedyny pojazd tej serii w tym malowaniu.
Na początku 2009 cała seria lokomotyw ET40 została przekazana do rezerwy długoterminowej. Wtedy również 33 sztuki nadal stacjonujące w Bydgoszczy trafiły na stan katowickiego zakładu przewoźnika, zaś 14 grudnia dwa ostatnie egzemplarze o numerach 47 i 50 przejechały do Tarnowskich Gór, gdzie zgrupowano całą serię.
28 grudnia 2011 wszystkie ET40 poza numerami 07 i 30 zostały skreślone z inwentarza i przeznaczone do złomowania. W sierpniu 2012 PKP Cargo wystawiło na sprzedaż wraki 22 lokomotyw tej serii, a pod koniec września rozpoczęło ich likwidację od pocięcia egzemplarza o numerze 45. Przewoźnik podjął taką decyzję, gdyż ewentualna modernizacja lokomotyw ET40 byłaby nieopłacalna ekonomicznie i nieefektywna technicznie. Rozważano wówczas również pozostawienie jednego egzemplarza do celów muzealnych. 1 października zezłomowanych było 11 sztuk, a 4 kolejne oczekiwały likwidacji. W późniejszym okresie kasacje ET40 zostały wstrzymane i ostatecznie 22 lokomotywy zostały zezłomowane do połowy 2014. Pozostałe 23 były odstawione na grupie towarowej stacji Miasteczko Śląskie, na torach postojowych przy lokomotywowni PKP Cargo w Tarnowskich Górach oraz na terenie samej lokomotywowni, gdzie znajdowała się lokomotywa ET40-01.
W sierpniu i październiku 2015 przewoźnik wystawił elektrowozy serii ET40 na sprzedaż.
10 września 2015 egzemplarz ET40-01 powrócił do Bydgoszczy jako eksponat do odrestaurowania. Na początku lipca 2016 przewoźnik podjął oficjalną decyzję o zachowaniu tego egzemplarza oraz przekazaniu go w przyszłości do jednej z placówek muzealnych.

### Lotos Kolej

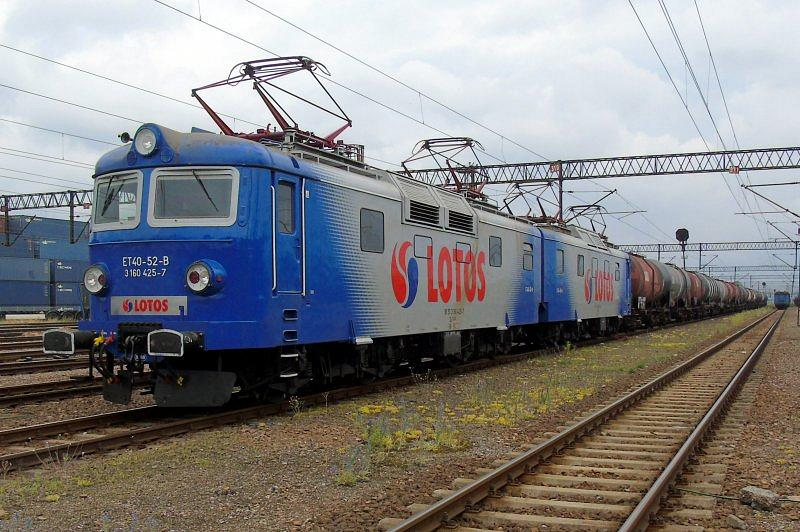
ET40-52 w Warszawie (2017)

W 2016 pięć lokomotyw serii ET40 o numerach 07, 31, 43, 52 i 55 zostało odkupionych od PKP Cargo przez P.H.U „Lokomotiv” Bronisław Plata. W marcu pojazdy te przetransportowano do ZNTKiM Gdańsk w celu przeprowadzenia ich napraw. Zaplanowano, że po remontach elektrowozy trafią do Lotosu, który chciał wykorzystywać je do prowadzenia ciężkich pociągów towarowych, głównie na trasie z Gdańska do Zduńskiej Woli.
7 lutego 2017 lokomotywa o numerze 52 w barwach Lotos Kolej, jako pierwsza po naprawie z niewielką modernizacją, odbyła jazdę próbną z Gdańska Kanału Kaszubskiego do Tczewa i z powrotem. Następnie egzemplarz ten, należący wówczas już do P.H.U „Tom-Lok” Tomasz Plata, został wyleasingowany Lotosowi. 20 lutego lokomotywa ET40-52 wraz z E483-253 poprowadziła pierwszy planowy pociąg towarowy relacji Gdańsk Olszynka – Zduńska Wola Karsznice. W kolejnych tygodniach elektrowóz prowadził takie pociągi samodzielnie i przewoźnik, nie odnotowując żadnych usterek, ocenił pracę tego egzemplarza pozytywnie.
W międzyczasie trwał remont egzemplarza ET40-55. Pod koniec marca 2017 podano, że drugi elektrowóz serii ET40 trafi do Lotosu w maju, a pozostałe 3 egzemplarze w IV kwartale tego roku. Ostatecznie naprawa drugiej w kolejności lokomotywy, którą była ET40-55, została ukończona 8 czerwca.
1 września 2017 Tom-Lok sprzedał 5 należących do niego elektrowozów serii ET40 spółce Industrial Division. Lokomotywy miały zostać przekazane nowemu właścicielowi na początku 2018.